# Tradescantia gigantea
Espèce
Classification APG III (2009)
Tradescantia gigantea est une espèce de Liliopsida décrite par Joseph Nelson Rose. Elle appartient au genre Tradescantia, famille des Commelinaceae,. Il en existe de nombreuses sous-espèces dues à ses grandes facultés d'hybridation.